# Jakob Jung
Jakob Jung (* 27. Oktober 1895 in Rückweiler; † nach 1935) war ein deutscher Nationalsozialist und Alter Kämpfer der NSDAP.

## Leben
Jakob Jung lebte in Sankt Arnual (Saarbrücken) und arbeitete als Verwaltungsassistent. Zum 29. November 1926 trat er der NSDAP bei (Mitgliedsnummer 47.852). Am 8. Dezember 1926 wurde er zum Gauleiter und Ortsgruppenführer der NSDAP Saarbrücken ernannt und am 1. Januar 1927 von Adolf Hitler bestätigt. Er trat damit die Nachfolge von Walter Jung an, der die NSDAP im Saargebiet bis zu diesem Zeitpunkt inoffiziell leitete. Am 21. April 1929 trat Jung aus Protest gegen die Reichsleitung sowie seinen Parteigenossen und Widersacher Otto Fried zurück. 1935 wurde er zum Bürgermeister von Gersweiler ernannt.